# Ministry Brugha
Das Ministry Brugha war das erste Kabinett, das im Zuge der nach Unabhängigkeit strebenden Irischen Republik entstand.

## Hintergrund
Die Abgeordneten der Sinn Féin verweigerten 1918, die Sitze in Westminster Abbey einzunehmen. Sie bildeten stattdessen ein Revolutionsparlament, das sie Dáil Éireann nannten.
Der erste Dáil trat am 21. Januar 1919 im Mansion House in Dublin, dem heutigen Amtssitz des Lord Mayor von Dublin, zusammen. Es wurde eine Verfassung verkündet, die in Artikel 2 ein Ministerium im Sinne einer Regierung verlangte. Dem fünfköpfigen Ministerium sollte ein Präsident des Dáil Éireann (Príomh-Aire na Dála) vorstehen.

## Zusammensetzung
Eigentlich war Éamon de Valera als Präsident vorgesehen. Er war jedoch inhaftiert. Dem ersten Ministry präsidierte daher Cathal Brugha. Es bestand vom 22. Januar 1919 bis zum 1. April 1919. Es folgte das Ministry De Valera I.
| Amt                                                  | Name | Name            |
| ---------------------------------------------------- | ---- | --------------- |
| Präsident des Dáil Éireann (Príomh aire)             |      | Cathal Brugha   |
| Finanzminister                                       |      | Eoin MacNeill   |
| Justizminister (Minister für Innere Angelegenheiten) |      | Michael Collins |
| Außenminister                                        |      | Count Plunkett  |
| Verteidigungsminister                                |      | Richard Mulcahy |